# Carrera de sacs

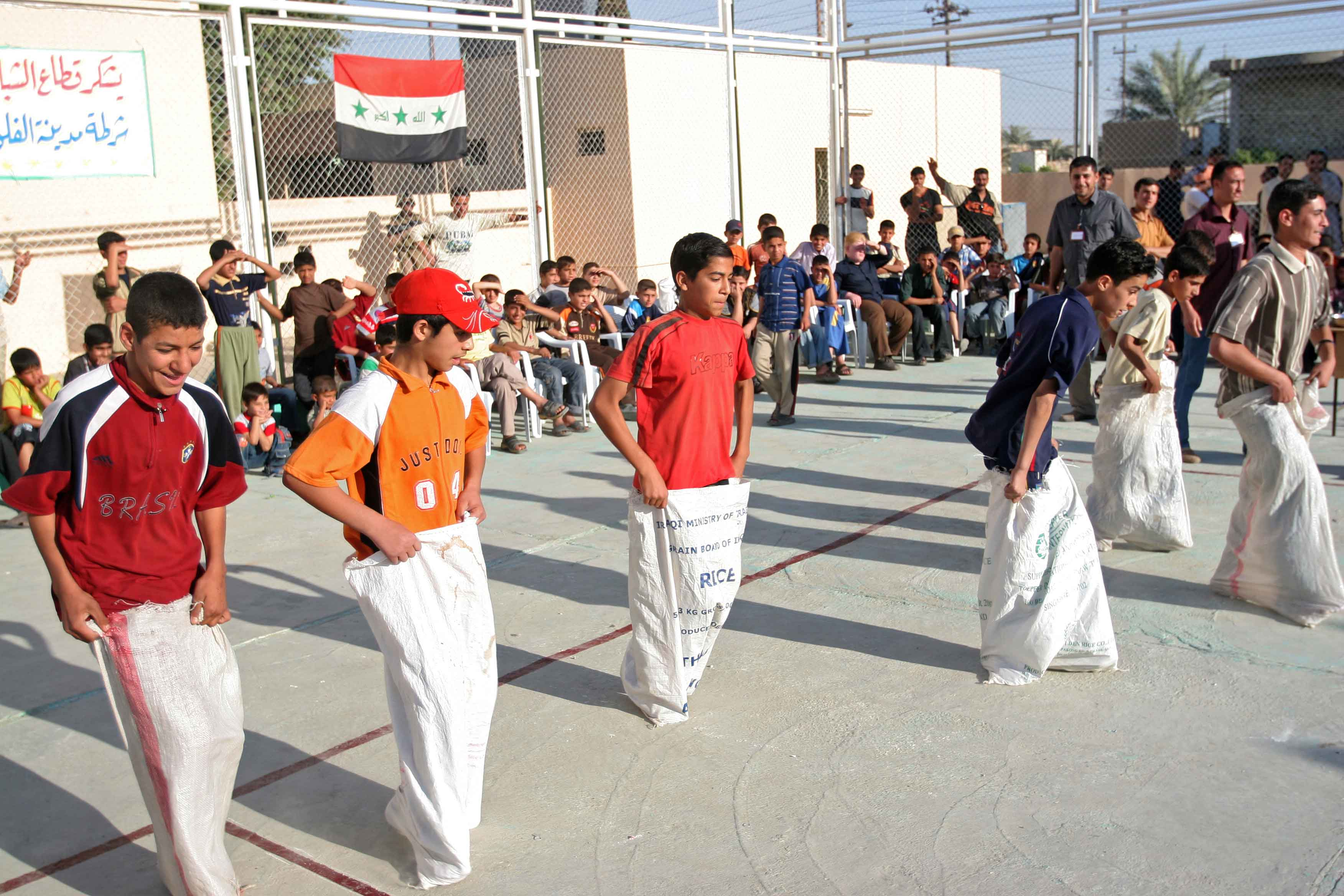
Nens esperant començar la carrera de sacs a Falujaha, Iraq

La cursa de sacs  és un joc molt popular entre els nens de tot el món. Per al seu desenvolupament només són necessaris uns quants sacs de tela (els de paper no serveixen) i terreny suficient per botar.
Per a executar la cursa els nens s'introdueixen dins dels sacs i aquests es lliguen al pit o bé s'agafen amb les mans. Els nens s'han de desplaçar saltant sense sortir dels sacs ni caure.
Modalitats de carreres de sacs: 
- De velocitat . Ficats els nens en els sacs, es tracen dues línies paral·leles a certa distància, per exemple, deu metres. En una es col·loquen els corredors i l'altra serveix de meta. Venç el que abans arribi a la línia de meta sigui quin sigui el nombre de caigudes sofertes.
- De fermesa . Similar a l'anterior, però el guanyador és el que salvi la distància entre les dues ratlles amb el menor nombre de caigudes.
- De resistència . El vencedor serà el que arribi més lluny de la línia de partida d'entre els que quedin en peu. A mesura que es vagin ensopegant i caient els corredors quedaran eliminats de la prova. El vencedor serà l'últim jugador que quedi en peu.

## Nota
1. ↑  Think Spanish! Magazine. Read & think Spanish.  McGraw-Hill Professional, 6 setembre 2005, p. 69–. ISBN 9780071460330 [Consulta: 14 febrer 2011].